# South Daytona, Florida
South Daytona är en stad (city) i Volusia County, i delstaten Florida, USA. Enligt United States Census Bureau har staden en folkmängd på 12 258 invånare (2011) och en landarea på 9,6 km².